# Martin Pope
Martin Pope (Nueva York, 22 de agosto de 1918 - Brooklyn, 27 de marzo de 2022), registrado al nacer como  Isidore Poppick, fue un fisicoquímico, ingeniero y profesor universitario (profesor emérito de la Universidad de Nueva York) estadounidense. Sus descubrimientos de los contactos óhmicos y la investigación en los campos de los aislantes orgánicos y semiconductores llevaron a técnicas que permitían a los semiconductores orgánicos transportar corrientes relativamente grandes y convertir la electricidad en luz y viceversa. Estos descubrimientos han tenido aplicación en la electrofotografía, diodos emisores de luz orgánicos (OLED), células fotovoltaicas, sensores biológicos, transistores, electrónica molecular y baterías. Por su trabajo recibió la Medalla Davy de la Royal Society en 2006.

## Datos biográficos
Nació en 1918, hijo de inmigrantes judíos de Ucrania. Fue el segundo de cuatro hijos, creció en el Lower East Side de Nueva York. Asistió al City College de Nueva York (CCNY) y se graduó con una licenciatura en química en 1939.
Mientras estaba en CCNY, ayudó en experimentos nucleares en la Universidad de Columbia y conoció a Enrico Fermi, Schwinger, Dunning y otras figuras clave en el desarrollo de la fisión nuclear. Después de graduarse, sirvió en la Fuerza Aérea del Ejército en el Pacífico, donde alcanzó el rango de primer teniente. Después de la guerra, regresó a casa y encontró trabajo en Balco Research Laboratories, donde recibió dos patentes para inventos de películas delgadas. Obtuvo su doctorado en 1950, en el Instituto Politécnico de Brooklyn.[cita requerida]
Se incorporó a la facultad de la Universidad de Nueva York en 1956 como investigador en el Laboratorio de Radiación y Física del Estado Sólido (RSSL). En 1988, se jubiló como profesor de química y director del RSSL.[cita requerida]
Desde 1988 fue profesor emérito de química física en la Universidad de Nueva York. Publicó artículos en 2003 y 2004.
En 1946, se casó con Lillie Pope, psicóloga educativa y autora, quien murió en 2015.
Martin Pope murió el 27 de marzo de 2022 a los 103 años de edad.

## Carrera profesional
- 1939: Licenciado en química física, CCNY.
- 1942: Científico del Laboratorio de Radiación del Astillero Naval de Brooklyn.
- 1942-1945: Soldado, primer teniente, Teatro del Pacífico, Fuerzas Armadas de los Estados Unidos.
- 1946-1947: Científico de investigación, Laboratorio de Investigación Balco.
- 1950: Doctorado, Instituto Politécnico de Brooklyn.
- 1951-56: Director técnico del Laboratorio de Investigación Balco.
- 1978: Invitado científico de Estado y profesor visitante, República Popular China.
- 1981: Invitado científico de Estado y profesor visitante, Unión Soviética.
- 1981: Profesor visitante, Universidad de Alejandría, Egipto.

## Investigaciones y descubrimientos científicos
- Contactos de inyección de carga oscura (óhmicos): la base del funcionamiento de prácticamente todos los semiconductores orgánicos.
- Fotoinyección sensibilizada: demostró que los procesos de generación de portadores y transporte de portadores podrían separarse y se utiliza en la electrofotografía moderna y polímeros dopados molecularmente. También es la base de las células solares excitónicas sensibilizadas con colorante.
- Efecto fotovoltaico con electrodos idénticos: el descubrimiento del efecto fotovoltaico inducido por excitones posibilita fotovoltajes elevados.
- En electroquímica, el descubrimiento de la inyección de cargas oscuras utilizando electrodos de electrolitos creó un nuevo campo en la electroquímica, basado en electrodos orgánicos, lo que hizo posibles los biosensores.
- La electroluminiscencia en semiconductores orgánicos: abrió un campo de semiconductores que ha llevado al desarrollo de los diodos emisores de luz orgánicos modernos (OLED).
- El descubrimiento de la autoionización y el del proceso de transferencia de carga estrechamente relacionado es el mecanismo actualmente aceptado para la generación de fotoportadora intrínseca.
- Recombinación inicial (geminada): proporcionó la explicación actualmente aceptada para la pequeña eficiencia de fotoionización en semiconductores moleculares orgánicos de baja constante dieléctrica, descubierto simultáneamente por Kepler y Coppage.
- Efecto fotoeléctrico externo de dos cuánticos en cristales orgánicos
- Transferencia de carga de excitación, fisión y enjaulamiento.
- Espectroscopia fotoforética
- Películas delgadas: patentes para el desarrollo de películas capacitivas y resistivas de bajo coeficiente de temperatura, higrómetro polimérico de película delgada conductora de electricidad y resistencias selladas herméticamente de película delgada.

## Publicaciones, premios
- Con Charles E. Swenberg: Procesos electrónicos en cristales orgánicos (1982; Oxford University Press).
- Conferencia: "Procesos electrónicos en materiales orgánicos". Gordon Research Conferences.
- Conferencia internacional: "Procesos electrónicos en la fase orgánica condensada: un simposio en honor al profesor Martin Pope", celebrada en la Universidad de Nueva York en 1988.
- Con Charles E. Swenberg: Procesos electrónicos en cristales y polímeros orgánicos (1992; Oxford University Press).
- Medalla Townsend Harris, 1996.
- Conferencia internacional: "Simposio sobre procesos electrónicos en materia orgánica condensada en honor al ochenta cumpleaños del profesor Martin Pope", celebrado en la Universidad de Rochester, 1998.
- Royal Society of UK 2006 Davy Medal, otorgada por "su trabajo pionero en el campo de los semiconductores moleculares".